# Autolykos (Sohn des Hermes)
Autolykos (altgriechisch Αὐτόλυκος Autólykos, latinisiert Autolycus) ist ein Dieb in der griechischen Mythologie. 
Als Sohn des Gottes Hermes und der Chione stand er unter dessen Schutz und übertraf alle übrigen Menschen an Diebesfertigkeit. Er war der Großvater des Odysseus mütterlicherseits, welcher seine Gerissenheit erbte. Autolykos’ Vater gab ihm die Fähigkeit, das Aussehen von allem, was er stahl, zu verändern und niemals erwischt zu werden. Autolykos stahl das Vieh des Sisyphos, wurde aber überlistet, da dieser die Tiere unter ihren Hufen markiert hatte und den Spuren zu Autolykos’ Ställen folgte.
Autolykos stahl den ledernen Eberzahnhelm des Amyntor. Über Amphidamas, Molos und Meriones ging der Helm in den Besitz von Odysseus über.